# Русский охотник
«Русский охотник» — иллюстрированный охотничий журнал издававшийся в Российской империи в конце XIX века и служил одно время органом отделения охоты при Императорском Русском обществе акклиматизации животных и растений.
Еженедельное периодическое печатное издание «Русский охотник» выходило в городе Москве с 1890 года по 1895 год включительно на русском языке.
Помимо охоты, тематика журнала также была посвящена и животноводству.  
В течение первых пяти лет издателем-редактором был князь В. П. Урусов. С 1895 года издание перешло к В. Саутаму; редактором был сначала брат первого издателя, князь С. П. Урусов, потом стал В. Саутам.